# Ш-Тандем
Ш-Тандем (Ш-МАИ, МАИ-3, МАИ-Тандем) — опытный лёгкий двухместный штурмовик, разработанный под руководством конструктора П. Д. Грушина в середине 1930-х годов. Самолёт был построен в мастерских Московского авиационного института.

## Конструкция
Самолёт был построен по тандемной схеме. Такая схема создавала разнос масс по длине самолёта, что, по мысли авторов, повышало продольную устойчивость штурмовика. Двухкилевое оперение и размещение пулемёта в самом хвосте позволяли получить большие углы обстрела. Малый размах давал возможность широко использовать в конструкции древесину и снизить поражаемость самолёта. Упрощалось распределение полезной нагрузки и брони.
Шасси убиралось в низко расположенное переднее крыло, хвостовое колесо было неубирающимся. Заднее крыло имело площадь 45 % от площади переднего и выполняло роль горизонтального оперения. Оба крыла имели элероны, при этом задние выполняли также функции рулей высоты. Вертикальное оперение имело вид шайб, расположенных по концам горизонтального оперения.
Основным материалом конструкции была бакелитовая фанера. Фюзеляж был выполнен по схеме монокок. Крылья были двухлонжеронными. Конструкция отличалась высокой технологичностью. Центроплан, основное крыло и фюзеляж были изготовлены всего за 45 дней в мастерских МАИ бригадой из 18 человек.
По проекту, в самолёте должен был использоваться двигатель воздушного охлаждения М-88. Однако из-за его неготовности пришлось воспользоваться двигателем М-87, который позже заменили на М-87А.
Была начата постройка самолёта-дублёра, у которого оба крыла были низкорасположенными. Все колёса шасси были убирающимися. На дублёре использовался двигатель М-63 мощностью 800 л. с. на высоте 4500 м. Когда готовность дублёра составляла примерно 70 %, работы по проекту были свёрнуты.

## Испытания
8 января 1939 года были завершены предварительные испытания в одноместном варианте без вооружения с двигателем М-87. Лётчиком-испытателем был П. М. Стефановский. Максимальная скорость у земли составила 406 км/ч, а на высоте 4250 м — 488 км/ч. Конструктору было предложено внести в проект ряд изменений.
В сентябре-октябре 1939 года был испытан двухместный вариант штурмовика с двигателем М-87А и винтом изменяемого шага. Самолёт нёс 200 кг бомб, 4 крыльевых пулемёта ШКАС, один такой же пулемёт на турели. Испытания показали простоту эксплуатации штурмовика.
Самолёт не прошёл испытаний из-за несоответствия требованиям заказчика, недостаточной путевой устойчивости, затруднённого взлёта, плохой управляемости и ряда других недостатков. При этом было отмечена оригинальность аэродинамической схемы. Создателям было предложено передать своё детище в ЦАГИ для доводки и новых испытаний. Однако в мае 1940 года было решено прекратить все работы по проекту.

## Лётно-технические характеристики
- Размах крыла, м — 11,00;
- Длина, м — 8,5;
- Площадь крыла, м² — 30,4;
- Нормальная взлетная масса, кг — 2560;
- Тип двигателя — М-87;
- Мощность, л. с. — 1 × 930;
- Максимальная скорость, км/ч:
  - у земли — 406;
  - на высоте — 488;
- Экипаж, чел. — 2;
- Вооружение:
  - 5 пулемётов ШКАС;
  - 200 кг бомб.